# Mykel Williams
Pour les articles homonymes, voir Williams.
Mykel DeAnthony Williams (né le 29 juin 2004 à Warm Springs (Géorgie)) est un sportif professionnel américain de football américain jouant au poste de defensive end dans la National Football League (NFL) depuis la saison 2025 pour la franchise des 49ers de San Francisco.
Auparavant, il a joué au niveau universitaire pour les Bulldogs de l'université de Géorgie pendant trois saisons (2022–2024) au sein de la NCAA Division I FBS et sa Southeastern Division. Il y remporte le titre national au terme de la saison 2022 en battant 65 à 7 les Horned Frogs de l'université chrétienne du Texas (TCU) à l'occasion du College Football Championship Game 2023.
Il est ensuite sélectionné en 11e choix global lors du premier tour de la draft 2025 par les 49ers de San Francisco,.